# جورج كريستيان بيندكت أكرمان
جورج كريستيان بيندكت أكرمان (بالألمانية: Georg Christian Benedikt Ackermann)‏ هو عالم عقيدة ألماني، ولد في 3 مارس 1763، وتوفي في 8 أبريل 1833 في شفيرين في ألمانيا.